# Be with you (película de 2018)
Be with you (título internacional; hangul: 지금 만나러 갑니다; RR: Jigeum Mannareo Gamnida, 'Ahora nos encontraremos') es una película surcoreana de 2018 dirigida por Lee Jang-hoon y protagonizada por So Ji-sub y Son Ye-jin. Es una nueva versión de la película japonesa de 2004 del mismo título, basada en una novela de Takuji Ichikawa.

## Argumento
Soo-ah (Son Ye-jin) es una mujer que ha quedado gravemente enferma tras el nacimiento de su hijo; pocos años después, antes de morir, le promete a él y a su marido, Woo-jin (Son Ji-sub), que regresará un año más tarde en el inicio de la estación de lluvias. Sorprendentemente, mantiene la promesa y reaparece ante ambos, pero ha perdido la memoria y no los reconoce. Ellos la llevan a su casa, le ocultan el hecho de su muerte, y lentamente se recupera la vida familiar. Ella va reconstruyendo su pasado gracias a fotografías, documentos y objetos que hay en la casa. Sin embargo, todo ello puede durar solo unos meses, porque  Soo-ah tiene que dejar a su familia al final de la estación de lluvias.

## Reparto
- So Ji-sub como Jung Woo-jin.[2]
  - Lee You-jin como Jung Woo-jin de joven.[3]
- Son Ye-jin como Im Soo-ah.
  - Kim Hyun-soo como Soo-ah de joven.
- Kim Ji-hwan como Ji-ho, el hijo de ambos.
- Ko Chang-seok como Hong-goo.
  - Bae Yoo-ram como Hong-goo de joven.[4]
- Lee Jun-hyeok como el instructor Choi.
- Seo Jeong-yeon como la madre de Seo-bin.

### Apariciones especiales
- Gong Hyo-jin como la mujer en Hanbok[5]
- Park Seo-joon como Ji-ho (adulto)
- Son Yeo-eun como Hyun-jung

## Producción
Son Ye-jin y So Ji-sub habían trabajado juntos anteriormente en la serie de televisión de 2001 Delicious Proposal. Ko Chang-seok y So Ji-sub también habían aparecido juntos en la película de 2008 Rough Cut.
El escenario principal de la película, la casa de la familia, rodeada de naturaleza virgen, está ubicada en la ladera de una colina cercana a una aldea en Sangchon-myeon, provincia de Chungbuk, que contribuyó económicamente a la producción con el objetivo de activar el turismo local. En ella se rodaron unos treinta minutos de la película.
El rodaje empezó empezó el 12 de agosto de 2017 y terminó el 12 de noviembre en Daejeon, Corea del Sur.

## Estreno
El 6 de marzo de 2018 se celebró una rueda de prensa promocional con la presencia del sirector y los protagonistas.
Be with you se estrenó en Corea del Sur el 14 de marzo de 2018. También se distribuyó en 17 países, entre los cuales EE. UU., Canadá, Gran Bretaña, Irlanda, Australia, Nueva Zelanda, Taiwán, Singapur, Taiwán, Vietnam y Malasia.

## Recepción
Según el Korean Film Council, Be with you obtuvo el primer lugar en taquilla en su día de apertura con 89 758 espectadores. La película se proyectó 4 275 veces en 989 pantallas.
Durante el primer fin de semana de proyección, la película vendió un total de 682 789 billetes, en proporción el 44,6 % de todos los vendidos, lo que la convirtió en la primera por taquilla de ese fin de semana.
Be with you superó el millón de espectadores a los siete días de su estreno local, por delante de películas populares como los dramas románticos Arquitectura 101 y The Beauty Inside, que necesitaron ocho y nueve días respectivamente para alcanzar la misma cifra.
Durante el segundo fin de semana, la película fue vista por 576 981 espectadores en 1 190 pantallas y se situó la segunda en taquilla. El número total de billetes vendidos llegó a 1,82 millones después del segundo fin de semana.

## Premios y candidaturas
| Premios                   | Categoría    | Destinatario | Resultado | Ref.          |
| ------------------------- | ------------ | ------------ | --------- | ------------- |
| 54th Baeksang Arts Awards | Mejor actriz | Son Ye-jin   | Nominada  | [ 20 ]        |
| 2nd The Seoul Awards      | Mejor actriz | Son Ye-jin   | Ganadora  | [ 21 ] [ 22 ] |